# Absolutdrucksensor

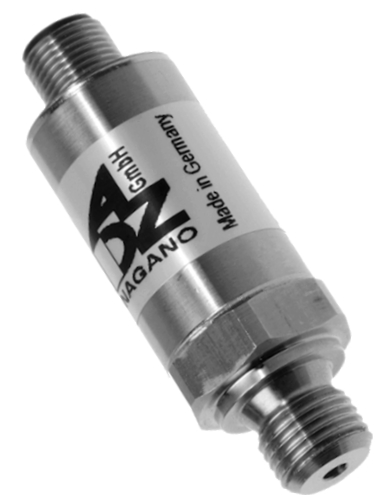
Absolutdrucksensor

Ein Absolutdrucksensor (auch Absolutdruckgeber) ist ein Drucksensor, der den Absolutdruck misst, also den Druck im Vergleich zu einem Vakuum als Referenzpunkt. Die Absolutdruckmessung wird gewählt, um die Ungenauigkeiten des atmosphärischen Luftdrucks als Referenz zu eliminieren. Dieses Verfahren ist auch die einzige Möglichkeit, den atmosphärischen Luftdruck selbst zu messen. 